# Song Li
Song Li (Chinees: 宋丽) (Qiqihar, 10 maart 1981) is een Chinees langebaanschaatsster.
In 1998 startte ze op de Olympische Winterspelen van Nagano op de 1500 en 3000 meter. In 2002 startte ze in Salt Lake City op de olympische 1000 en 1500 meter.

## Records

### Persoonlijke records[2]
| Afstand    | Tijd    | Datum            | Baan           |
| ---------- | ------- | ---------------- | -------------- |
| 500 meter  | 39,06   | 3 maart 2001     | Calgary        |
| 1000 meter | 1.16,43 | 10 maart 2001    | Salt Lake City |
| 1500 meter | 1.55,79 | 11 maart 2001    | Salt Lake City |
| 3000 meter | 4.07,01 | 9 maart 2001     | Salt Lake City |
| 5000 meter | 7.23,15 | 25 november 2000 | Heerenveen     |